# Славково (Волховский район)
Славково — деревня в Усадищенском сельском поселении Волховского района Ленинградской области.

## История
Деревня Славково упоминается на карте Новоладожского уезда 1807 года.
На карте Санкт-Петербургской губернии Ф. Ф. Шуберта 1834 года обозначена деревня Славкова, состоящая из 26 крестьянских дворов.

СЛАВКОВО — деревня принадлежит Казённому ведомству, число жителей по ревизии: 126 м. п., 150 ж. п. (1838 год)

Как деревня Славкова из 26 дворов она отмечена на карте Ф. Ф. Шуберта 1844 года.

СЛАВКОВА — деревня Ведомства государственного имущества, по просёлочной дороге, число дворов — 34, число душ — 91 м. п. (1856 год)

СЛАВКОВО (СЛАВНОВО) — деревня казённая при реке Лынне, число дворов — 32, число жителей: 105 м. п., 88 ж. п.; Часовня православная. (1862 год)

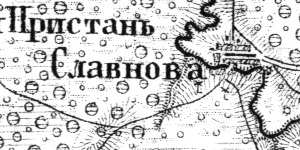
Деревня Славково на карте 1872 года

Согласно карте Ф. Ф. Шуберта 1872 года деревня называлась Славнова, к югу от деревни находились две ветряные мельницы.
Сборник Центрального статистического комитета описывал её так:

СЛАВКОВА (СЛАВНОВА) — деревня бывшая государственная при речке Лынне, дворов — 46, жителей — 237; часовня, водяная мельница, лавка. (1885 год)

Согласно епархиальным сведениям 1899 года деревня относилась к приходу Преображенской церкви (ранее Усадище-Спасовской, Михайловского погоста) в селе Заболотье.
В конце XIX — начале XX века деревня административно относилась к Усадище-Спассовской (Усадищской) волости 2-го стана Новоладожского уезда Санкт-Петербургской губернии.
По данным «Памятной книжки Санкт-Петербургской губернии» за 1905 год деревня Славково вместе с деревней Борок входила в Славковское сельское общество.
Согласно военно-топографической карте Петроградской и Новгородской губерний издания 1915 года деревня называлась Славнова, в деревне были две ветряные мельницы.
С 1917 по 1923 год деревня входила в состав Усадище-Спасовской волости Новоладожского уезда.
Согласно карте Петербургской губернии издания 1922 года деревня называлась Славкова.
С 1923 года в составе Охромовщинского сельсовета Пролетарской волости Волховского уезда.
С 1924 года в составе Карпинского сельсовета.
С 1926 года в составе Славковского сельсовета. Согласно данным переписи населения СССР 1926 года в деревне Славково проживали 254 человека — все русские.
С 1927 года в составе Волховского района.
В 1928 году население деревни также составляло 254 человека.
Согласно карте Ленинградской области Северо-западного аэрогеодезического треста ГГУ издания 1932 года деревня насчитывала 30 крестьянских дворов, в деревне находилось почтовое отделение.
По данным 1933 года деревня называлась Славково и являлась административным центром Славковского сельсовета Волховского района, в который входили 4 населённых пункта: деревни Борок, Веретия, Лынна, Славково, общей численностью населения 726 человек.
По данным 1936 года в состав Славковского сельсовета входили 4 населённых пункта, 134 хозяйства и 4 колхоза.

Деревня Славково на карте 1940 года

Согласно карте РККА 1940 года деревня насчитывала 30 дворов.
В 1958 году население деревни составляло 118 человек.
С 1961 года в составе Усадищенского сельсовета.
По данным 1966, 1973 и 1990 годов деревня Славково также входила в состав Усадищенского сельсовета.
В 1997 году в деревне Славково Усадищенской волости проживали 58 человек, в 2002 году — 65 человек (все русские).
В 2007 году в деревне Славково Усадищенского СП — 55 человек.

## География
Деревня расположена в южной части района на автодороге 41К-057 (Ульяшево — Подвязье — Мыслино).
Расстояние до административного центра поселения — 8 км.
Расстояние до ближайшей железнодорожной станции Мыслино — 10 км.
Деревня находится на правом берегу реки Лынна.

## Демография
| 1838 | 1862 | 1885 | 1997 | 2007 | 2010 | 2017 |
| ---- | ---- | ---- | ---- | ---- | ---- | ---- |
| 276  | ↘193 | ↗237 | ↘58  | ↘55  | ↘42  | ↗60  |

### Национальный состав
Согласно данным Всероссийской переписи населения 2021 года в деревне проживал 41 человек, из них:
 русские — 4 человека, остальные национальность не указали.